# Lerche (Hamm)
Lerche ist ein Ortsteil der westfälischen Stadt Hamm. Er ist bis heute ein ländlich geprägter Ort.

## Geographie

### Lage
Lerche liegt im Westen der Stadt Hamm direkt an der A 1.

### Gliederung
Zu Lerche gehören die Siedlungen Neustadt (im Nordwesten) und Kerstheide (nördlich des Kernortes).

### Nachbargemeinden
Lerche grenzte im Jahr 1967, im Norden beginnend im Uhrzeigersinn, an die Gemeinden Sandbochum, Herringen und Pelkum (alle zu Hamm), Nordbögge (zu Bönen), Rottum (zu Kamen) und Overberge (zu Bergkamen).

## Geschichte
Lerche wurde erstmals im 9./10. Jahrhundert als Lericki im Urbar der Reichsabtei Werden erwähnt. 1068 wurde der Ort urkundlich Lircke, um 1150 Lireke, Ostlireke, 1220 Lerke und 1245 Lereke genannt.
Lerche gehörte im Spätmittelalter und der Frühen Neuzeit in eigener Bauerschaft (Oistlercke) im Amt Hamm zur Grafschaft Mark. Laut dem Schatzbuch der Grafschaft Mark von 1486 hatten die 9 Steuerpflichtigen in der Bauerschaft zwischen 2 oirt und 6 Goldgulden an Abgabe zu leisten. Im Jahr 1705 waren in der Bauerschaft (Baurschafft Lercke) 17 Steuerpflichtige mit Abgaben an die Rentei Hamm im Kataster verzeichnet.
Im 19. Jahrhundert gehörte Lerche bei der Errichtung der Ämter in der preußischen Provinz Westfalen zum Amt Pelkum im Kreis Hamm. Im Jahr 1885 gab es in der Landgemeinde Lerche auf 660 ha Fläche, davon 362 ha Ackerland, 34 ha Wiesen, 160 ha Holzungen, 15 Wohnplätze, 72 Wohnhäuser mit 78 Haushaltungen und 429 Einwohner.
Anlässlich der Auskreisung der Stadt Hamm am 1. April 1901 wurde aus dem Kreis der Landkreis Hamm. Nach einer Gebietserweiterung im Jahr 1929 wurde dieser im Oktober 1930 in Kreis Unna umbenannt.
Am 1. Januar 1968 wurden die Gemeinden Herringen, Lerche, Pelkum, Sandbochum und Weetfeld sowie Teile von Wiescherhöfen zur neuen Gemeinde Pelkum zusammengeschlossen. Diese 40,65 km² große Gemeinde mit 25.337 Einwohnern wurde durch die Gemeindegebietsreform mit Wirkung vom 1. Januar 1975 aufgelöst und in die kreisfreie Stadt Hamm eingemeindet.

## Einwohnerentwicklung
| Jahr | Einwohner |
| ---- | --------- |
| 1849 | 390       |
| 1910 | 520       |
| 1931 | 533       |
| 1956 | 624       |
| 1961 | 560       |

## Sehenswürdigkeiten
- Haus Reck
- Schacht Lerche

## Verkehr

### Straßen
Die Landesstraßen L 654 und L 664 durchqueren Lerches ehemaliges Gemeindegebiet.
Die L 654 (früher B 61) verbindet Lerche mit Kamen und Pelkum, die L 664 mit Bergkamen und Hamm (über Pelkum).

### Öffentlicher Personennahverkehr
Lerche wird von der Taxibuslinie T 3 der Stadtwerke Hamm bedient. Sie verbindet den Ort mit Pelkum.